# 서울기독대학교
서울기독대학교(서울基督大學校, Seoul Christian University)는 대한민국 서울특별시 은평구에 소재한 사립 대학이다. 1937년4월 미국 그리스도의 교회 존 체이스(John T.Chase) 선교사가 서울 송월동 37번지에서 그리스도의 교회 신학교 설립이 기원이다.

## 역사
서울기독대학교는 1982년 사립 신학교인 성서신학교와 대한기독신학교가 통합한 대학이다.
1937년 4월 1일, 미국 그리스도의 교회의 선교사 존 체이스가 서울특별시 종로구 일대에 그리스도의 교회 신학교를 설립한 것이 시작이다. 1963년 4월 성서신학교로 교명을 변경한다. 한편, 최윤권에 의하여 1965년 3월 18일 서울특별시 용산구 일대에 대한기독교신학교가 설립되었다. 이후 1972년 12월 22일, 대학 학력 인정 각종학교로 개편되었다. 1982년 3월 1일, 대한기독신학교와 성서신학교가 통합되었고, 교명은 대한기독교신학교로 정했다.
1985년 3월, 서울특별시 은평구 일대의 현재의 교사로 이전하였다. 1997년 12월, 정규 대학으로 승격하여 대한기독교대학교로 교명을 변경한다. 1999년 12월, 현재의 교명인 서울기독대학교로 교명을 변경하였다.
한편, 2018년 교육부의 대학기본역량진단 결과 역량강화대학 선정된 이력이 있다. 2022년, 정부 재정 지원 제한 대학에 선정되어 정부 재정지원 사업 지원과 신청이 전면 중단되며, 이 학교의 신입생과 편입생은 한국장학재단의 국가장학금과 학자금 대출 신청을 할 수 없다.

## 교육편제

### 학부
서울기독대학교는 단과대학 편제 없이 휴먼서비스학부, 휴먼힐링예술학부 등 2학부 7전공을 설치하고 학부 과정을 교수하고 있다.

### 대학원
서울기독대학교의 대학원은 일반 1개원과 특수 5개원으로 구성한다. 일반대학원의 경우 석사 3과정, 박사 2과정을 개설하고 있다. 특수대학원의 경우, 문화산업경영대학원, 사회복지대학원, 연합신학대학원, 운동재활복지대학원, 치유상담대학원을 설립하고 있다.

## 캠퍼스 풍경
서울기독대학교는 서울특별시 소재 사립 대학으로, 신사동에 캠퍼스가 위치한다. 캠퍼스 북측으로 갈현로4길, 남측으로 갈현로2길이 지나며, 이 도로들을 통해 접근이 가능하다. 캠퍼스 내 약 4동의 건축물이 위치하고 있다.